# Thomas Weißenberger
Thomas Weißenberger (* 1969) ist ein österreichischer Drachenflieger.
Weißenberger ist Inhaber mehrerer nationaler sowie internationaler Meistertitel. Außerdem hielt er mehrere Weltrekorde:
- 339,9 km Freie Strecke mit Rückkehr zum Ausgangspunkt am 27. Oktober 2013 auf der Strecke Punta Blanca nach Caleta Paquica und zurück nach Punta Blanca (jeweils in Chile)[4]
- mit 353 km übertraf er seinen eigenen Rekord bereits in der darauffolgenden Woche, am 3. November 2013, auf der Strecke Cerro Ballena nach Caleta Paquica und wieder zurück nach Cerro Ballena (jeweils in Chile)[5]

Seine Rekorde wurden seither übertroffen.
2004 erhielt er das Goldene Ehrenzeichen für Verdienste um die Republik Österreich und 2006 das Salzburger Ehrenlorbeer in Gold.